# Robert Ndip Tambe
Robert Ndip Tambe (* 22. února 1994) je kamerunský fotbalový útočník a reprezentant, od roku 2016 hráč slovenského klubu FC Spartak Trnava. Hraje na postu hrotového útočníka.

## Klubová kariéra
- Njala Quan Sports Academy (mládež)
- LZS Piotrówka 2015
- FC Spartak Trnava 2016–[1]

Robert Ndip Tambe přestoupil v lednu 2016 do slovenského prvoligového klubu FC Spartak Trnava z polského čtvrtoligového mužstva LZS Piotrówka. V létě 2017 oznámil vedení Spartaku, že nehodlá prodloužit smlouvu platnou do konce roku 2017 a nechce už ani nastupovat v dresu klubu. Dostal souhlas k jednání v Turecku o novém angažmá. V srpnu 2017 se měl nakonec zapojit do tréninku A-týmu Spartaku.

## Reprezentační kariéra
V A-mužstvu Kamerunu debutoval 3. září 2016 v kvalifikačním zápase v Limbé proti reprezentaci Gambie (výhra 2:0).

Zúčastnil se afrického šampionátu 2017 konaného v Gabonu. S kamerunským národním týmem slavil nakonec na turnaji titul.
Zúčastnil se Konfederačního poháru FIFA 2017 v Rusku.